# Yılmaz, Salihli
Yılmaz là một thị trấn thuộc huyện Salihli, tỉnh Manisa, Thổ Nhĩ Kỳ. Dân số thời điểm năm 2011 là 5.756 người.